# Telchinia newtoni
Telchinia newtoni is een vlinder uit de familie van de Nymphalidae. De wetenschappelijke naam van de soort is voor het eerst gepubliceerd in 1893 door Emily Mary Bowdler Sharpe.
De soort komt voor in Sao Tomé & Principe (Sao Tomé).